# 1812

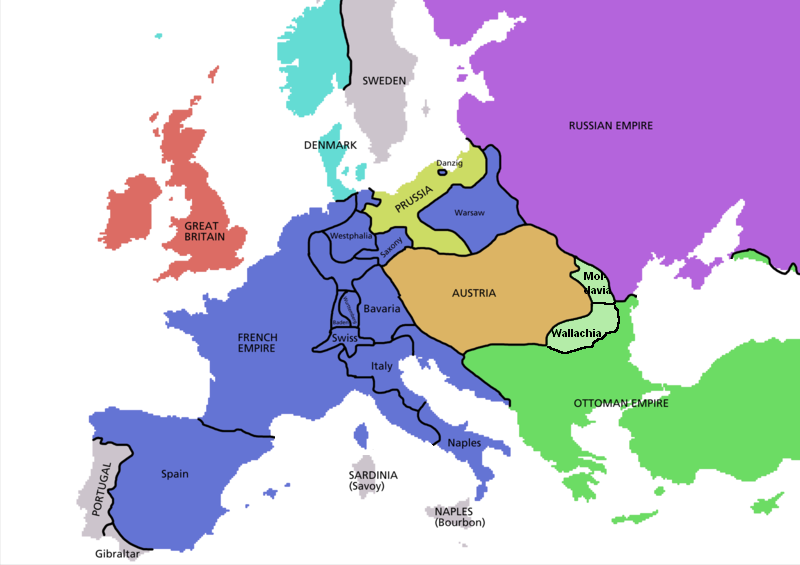
Europa aan de vooravond van Napoleons inval in Rusland

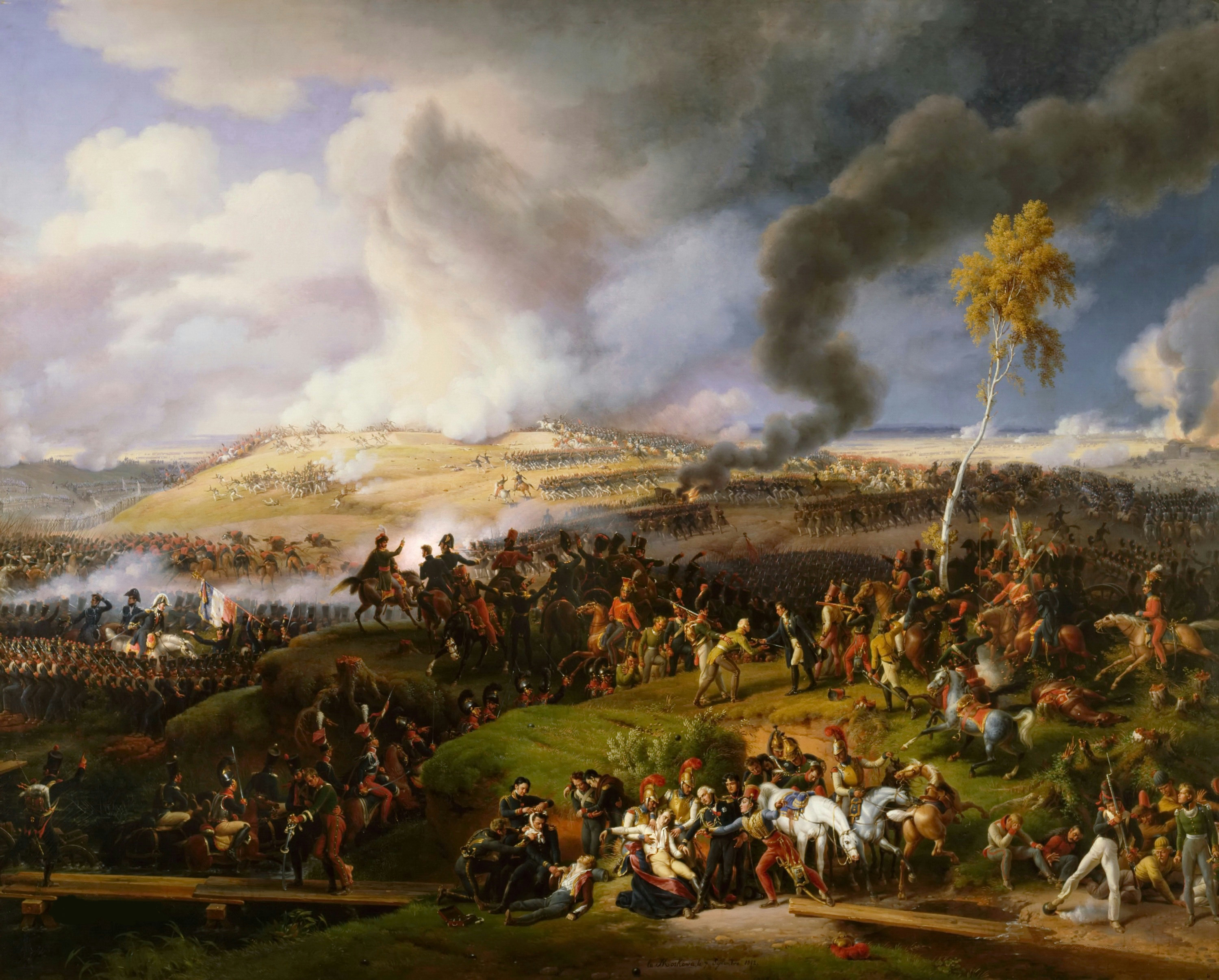
Slag bij Borodino

Napoleon op de terugtocht

Het jaar 1812 is het 12e jaar in de 19e eeuw volgens de christelijke jaartelling.

## Gebeurtenissen
maart
- 26 - Een aardbeving met een kracht van 7,7 op de schaal van Richter verwoest Caracas.   Ongeveer 12.000 mensen komen bij deze aardbeving om het leven. Dit wordt door de Spanjaarden uitgelegd als een Goddelijke straf voor de rebellie tegen de Spaanse overheersing.

mei
- 11 - Op weg naar een onderzoekscommissie in het Lagerhuis wordt de Britse eerste minister Spencer Perceval doodgeschoten door een handelaar. De dader, John Bellingham, wordt opgepakt en een week later opgehangen.
- 28 - Onder de dreiging van een aanval door Napoleon wordt de Vrede van Boekarest getekend door keizerrijk Rusland en het Ottomaanse Rijk. Bessarabië, dat al sinds 1806 door Russische troepen wordt bezet, gaat officieel naar Rusland, dat ook handelsrechten krijgt in de havens van de Donau.

juni
- 18 - De Verenigde Staten verklaren Groot-Brittannië de oorlog: begin van de Oorlog van 1812.
- 24 - Begin van de veldtocht van Napoleon naar Rusland. De Fransen en hun bondgenoten trekken Rusland binnen.

juli
- 18 - Einde van de oorlog tussen Verenigd Koninkrijk en Zweden die in 1810 was begonnen.
- 22 - Britse troepen onder leiding van Arthur Wellesley, de latere hertog van Wellington, verslaan de Franse troepen in de Slag bij Salamanca en bevrijden zodoende Madrid.
- eind juli - De Venezolaanse opstandelingenleider Francisco de Miranda sluit een wapenstilstand met het Spaanse leger en wordt vervolgens door Simon Bolivar aan datzelfde leger uitgeleverd.

augustus
- 6–8 - De vulkaan Awu op het Indonesische eiland Sangir barst uit en maakt 953 slachtoffers.
- 13 - Het Nederlandse regiment in de Grande Armée trekt Rusland binnen.
- 22 - Petra wordt herontdekt door de Zwitser Jean Louis Burckhardt.[1][2][3][4]

september
- De Russen passen de tactiek van de verschroeide aarde toe, waardoor het Franse leger grote verliezen lijdt; er blijft slechts een tiende van de 600.000 man over.

oktober
- 1 - De Kunstacademie in 's-Hertogenbosch, de oudste afdeling van Avans Hogeschool, opent haar deuren.
- 19 - Napoleon begint aan de terugtocht vanuit Rusland.

november
- 24-28 - Napoleons leger trekt terug over de Berezina.

december
- 14 - De troepen van Napoleon worden in Rusland verslagen.

## Muziek
- De Russische componist Tsjaikovski schrijft in 1880 de Ouverture 1812, waarin de melodie van het Franse volkslied, de Marseillaise, overgaat in het Russische volkslied. Hiermee wordt de mislukte veldtocht van Napoleon naar Rusland herdacht.

## Beeldende kunst

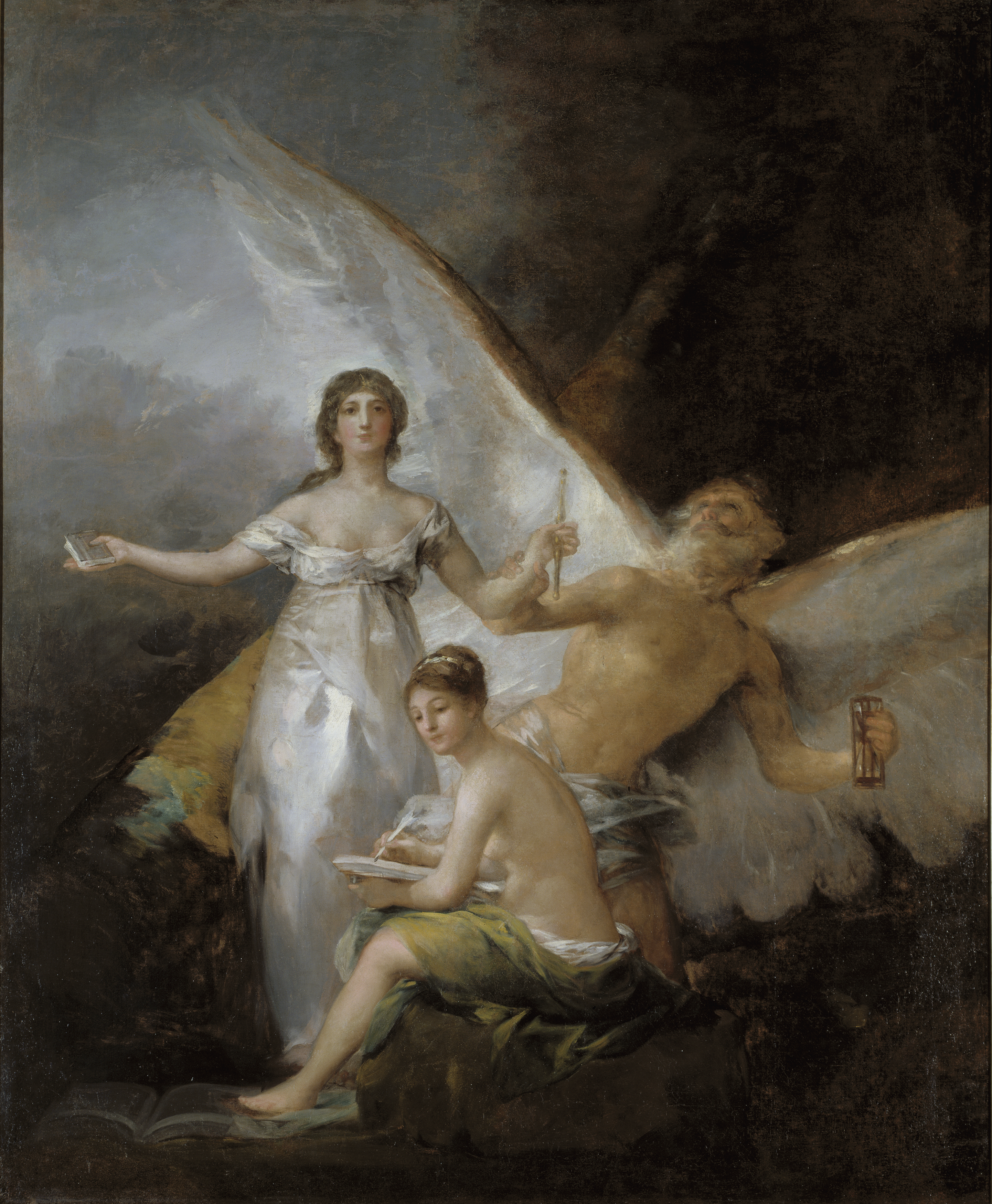
Allegorie op de constitutie (1812) Francisco Goya, Nationalmuseum, Stockholm
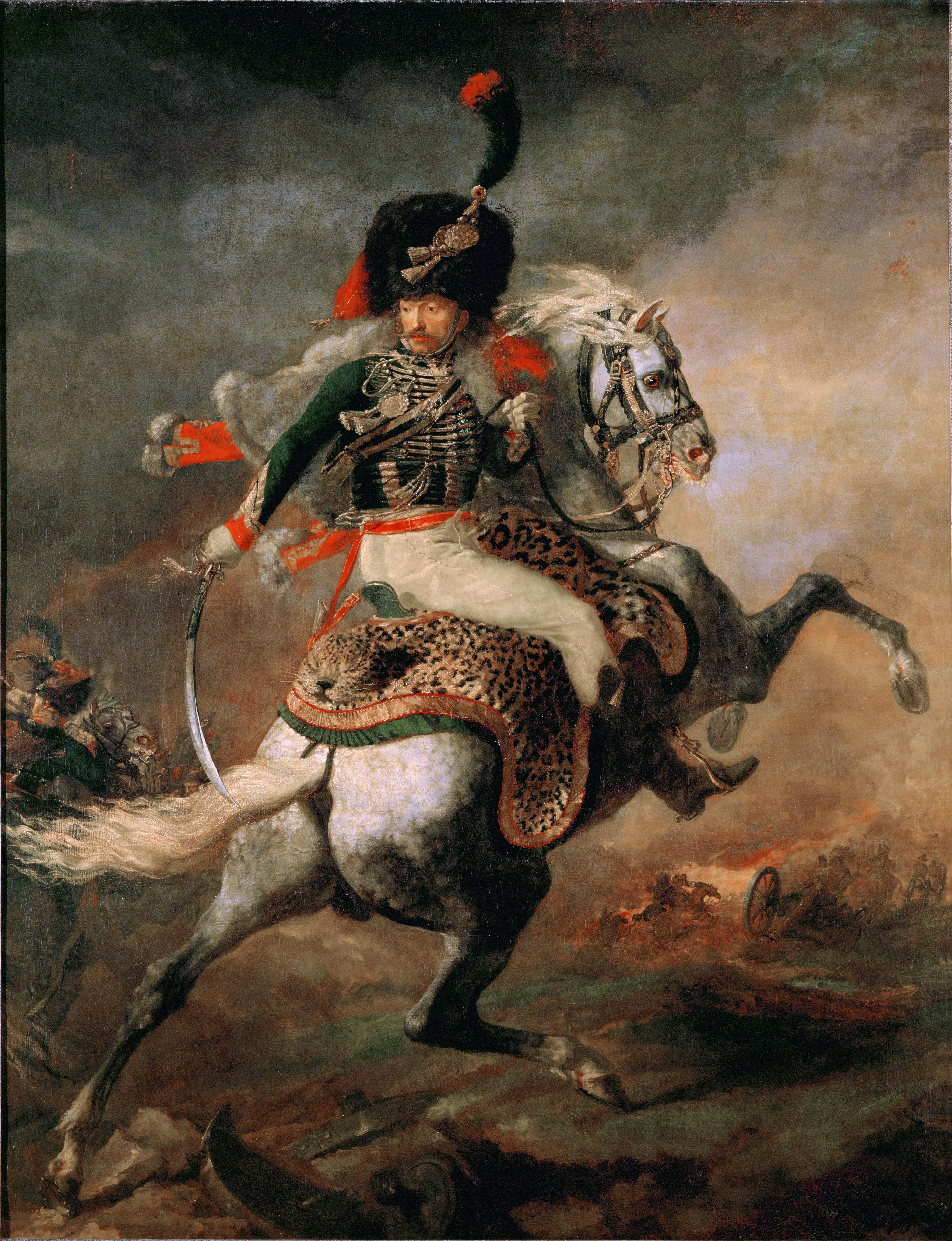
Chasseur de la Garde (1812) Théodore Géricault

## Geboren
februari
- 7 - Charles Dickens, Engels schrijver (overleden 1870)

maart
- 6 - Aaron Lufkin Dennison, Amerikaans uurwerkmaker (overleden 1895)

april
- 2 - John Forster, Engels literair criticus en biograaf van Dickens (overleden 1876)
- 15 - Théodore Rousseau, Frans schilder (overleden 1867)
- 27 - Friedrich von Flotow, Duits componist (overleden 1883)

mei
- 7 - Robert Browning, Engels schrijver (overleden 1889)
- 19 - Charlotte Guest, Engels vertaalster (Mabinogion) (overleden 1895)

juni
- 9 - Johann Gottfried Galle, Duits astronoom (overleden 1910)
- 12 - Pedro Pelaez, rooms-katholiek geestelijke (overleden 1863)
- 18 - Ivan Gontsjarov, Russisch schrijver (overleden 1891)

juli
- 11 - Pieter Rijke, Nederlands natuurkundige en hoogleraar (overleden 1899)

november
- 9 - Paul Abadie, Frans architect (overleden 1884)
- 14 - Maria Christina van Savoye, echtgenote van koning Ferdinand II der Beide Siciliën (overleden 1836)
- 28 - Ludvig Mathias Lindeman, Noors componist (overleden 1887)

december
- 3 - Hendrik Conscience, Vlaams schrijver (overleden 1883)
- 14 - Ignacio Comonfort, Mexicaans staatsman (overleden 1863)

## Overleden
- 2 - Isaac Titsingh (67), Nederlands koloniaal ambtenaar en gezant.

april
- 20 - George Clinton (72), Amerikaans politicus

mei
- 11 - Spencer Perceval (49), Brits premier

juni
- 22 - Richard Kirwan (78), Iers scheikundige en geoloog

juli
- 3 - Elisabeth Maria Post (56), Nederlands schrijfster
- 10 - Carl Ludwig Willdenow (46), Pruisisch botanicus

augustus
- 6 - Jean Pierre Solié (~67), Frans componist, cellist en zanger

september
- 9 - Johannes Hagelaers (57), pastoor van Helmond
- 12 - Pjotr Bagration (47), Russisch generaal

november
- 15 - Fokke Simonsz (57), Nederlands schrijver

december
- 16 - Jan Bernd Bicker (66), Nederlands patriottisch politicus
- Michel Joseph Gebauer (47), Frans componist, professor en hoboïst